# Toshimichi Takatsukasa
Takatsukasa Toshimichi (鷹司 平通) (26 août 1923 – 27 janvier 1966), fils du duc Nobusuke Takatsukasa, est un spécialiste ferroviaire qui travaille au musée des transports de Tokyo (TEI Park). Il épouse en 1950 la troisième fille de l'empereur Hirohito, la princesse Kazuko Takatsukasa; Ils adoptent Takatsukasa Naotake, un fils d'Ogyū-Matsudaira.

## Source de la traduction
- (en) Cet article est partiellement ou en totalité issu de l’article de Wikipédia en anglais intitulé « Takatsukasa Toshimichi » (voir la liste des auteurs).